# 約西皮夫齊 (比洛吉里亞區)
50°9′16″N 26°19′13″E / 50.15444°N 26.32028°E
約西皮夫齊（烏克蘭語：Йосипівці），是烏克蘭西部的村莊，隸屬赫梅利尼茨基州的舍佩蒂夫卡區。該村始建於1650年，面積0.12平方公里，海拔高度245米，2001年人口316，人口密度每平方公里2,569.1人。